# 2004年夏季奥林匹克运动会柔道比赛
2004年夏季奥林匹克运动会的柔道比赛从8月14日－8月20日在亚诺-莱奥西亚奥林匹克馆举行，共有368位选手角逐14枚金牌。比赛分为几个不同的重量级别，分男子和女子分别举行。

## 相关事件
在8月15日的男子次轻量级（66公斤）比赛中，伊朗运动员阿拉什·米雷斯麦里由于在分组抽签时，与以色列选手阿胡德·瓦克斯分到了一起，有媒体报道为了表示对以色列的抗议和对巴勒斯坦的支持，米雷斯麦里退出了本次比赛。也有传闻说他是因为抽签原因故意增加体重而放弃与以色列选手的比赛。国际柔道联合会为此成立了一个临时调查委员会对此事进行调查，为此还专门举行了有伊朗柔道协会主席参加的听证会。8月19日国际柔道联合会发表声明说，临时调查委员会认为，既然阿拉什·米雷斯麦里声称自己并没有退出男子柔道66公斤级比赛的计划，而且“也没有对任何媒体解释过自己不参加比赛的原因”，因此对他缺席比赛的原因只能解释为体重超重。由于国际柔道联合会没有对超重运动员处罚的规定，执行委员会决定不给予米雷斯麦里任何处罚。

## 奖牌榜
*   主办国家/地区（希腊）
| 排名                      | 国家 / 地区               | 金牌 | 銀牌 | 銅牌 | 总计 |
| ------------------------- | ------------------------- | ---- | ---- | ---- | ---- |
| 1                         | 日本                      | 8    | 2    | 0    | 10   |
| 2                         | 中国                      | 1    | 1    | 3    | 5    |
| 3                         | 韩国                      | 1    | 1    | 1    | 3    |
| 4                         |                           | 1    | 1    | 0    | 2    |
| 5                         | 德国                      | 1    | 0    | 3    | 4    |
| 6                         | 白俄罗斯                  | 1    | 0    | 0    | 1    |
| 6                         | 希腊*                     | 1    | 0    | 0    | 1    |
| 8                         | 俄罗斯                    | 0    | 2    | 3    | 5    |
| 9                         | 古巴                      | 0    | 1    | 5    | 6    |
| 10                        | 荷兰                      | 0    | 1    | 3    | 4    |
| 11                        | 奥地利                    | 0    | 1    | 0    | 1    |
| 11                        | 法国                      | 0    | 1    | 0    | 1    |
| 11                        | 朝鲜                      | 0    | 1    | 0    | 1    |
| 11                        | 斯洛伐克                  | 0    | 1    | 0    | 1    |
| 11                        | 乌克兰                    | 0    | 1    | 0    | 1    |
| 16                        | 巴西                      | 0    | 0    | 2    | 2    |
| 17                        | 比利时                    | 0    | 0    | 1    | 1    |
| 17                        | 保加利亚                  | 0    | 0    | 1    | 1    |
| 17                        | 爱沙尼亚                  | 0    | 0    | 1    | 1    |
| 17                        | 以色列                    | 0    | 0    | 1    | 1    |
| 17                        | 意大利                    | 0    | 0    | 1    | 1    |
| 17                        | 蒙古                      | 0    | 0    | 1    | 1    |
| 17                        | 斯洛文尼亚                | 0    | 0    | 1    | 1    |
| 17                        | 美国                      | 0    | 0    | 1    | 1    |
| 总计（共24个国家 / 地区） | 总计（共24个国家 / 地区） | 14   | 14   | 28   | 56   |

## 奖牌得主

### 男子
| 项目          | 金牌                              | 银牌                              | 铜牌                                                                  |
| 60公斤级      | 野村忠宏 · 日本（JPN）            | 涅斯托尔·赫尔吉阿尼 · （GEO）     | Khashbaataryn Tsagaanbaatar · 蒙古（MGL） 崔敏浩 · 韩国（KOR）        |
| 66公斤级      | 内柴正人 · 日本（JPN）            | 约瑟夫·克尔纳奇 · 斯洛伐克（SVK） | Georgi Georgiev · 保加利亚（BUL） 约尔达尼斯·阿伦西维亚 · 古巴（CUB） |
| 73公斤级      | 李元熹 · 韩国（KOR）              | Vitaliy Makarov · 俄罗斯（RUS）   | 莱安德罗·古列罗 · 巴西（BRA） 吉米·佩德罗 · 美国（USA）               |
| 81公斤级      | 伊利亞斯·伊利亞季斯 · 希腊（GRE） | 罗曼·贡秋克 · 乌克兰（UKR）       | Dmitri Nossov · 俄罗斯（RUS） 弗拉维奥·坎托 · 巴西（BRA）             |
| 90公斤级      | Zurab Zviadauri · （GEO）         | 泉浩 · 日本（JPN）                | Mark Huizinga · 荷兰（NED） Khasanbi Taov · 俄罗斯（RUS）             |
| 100公斤级     | Ihar Makarau · 白俄罗斯（BLR）    | 張盛晧 · 韩国（KOR）              | Ariel Zeevi · 以色列（ISR） 米夏埃尔·尤拉克 · 德国（GER）             |
| 100公斤以上级 | 铃木桂治 · 日本（JPN）            | Tamerlan Tmenov · 俄罗斯（RUS）   | Indrek Pertelson · 爱沙尼亚（EST） Dennis van der Geest · 荷兰（NED） |

### 女子
| 项目         | 金牌                        | 银牌                            | 铜牌                                                                  |
| 48公斤级     | 谷亮子 · 日本（JPN）        | 弗雷德里克·若西内 · 法国（FRA） | 高峰 · 中国（CHN） Julia Matijass · 德国（GER）                       |
| 52公斤级     | 冼东妹 · 中国（CHN）        | 横泽由贵 · 日本（JPN）          | Ilse Heylen · 比利时（BEL） Amarilis Savón · 古巴（CUB）              |
| 57公斤级     | 伊冯娜·伯尼施 · 德国（GER） | 桂顺姬 · 朝鲜（PRK）            | 黛博拉·赫拉芬斯泰恩 · 荷兰（NED） Yurisleidy Lupetey · 古巴（CUB）    |
| 63公斤级     | 谷本步實 · 日本（JPN）      | Claudia Heill · 奥地利（AUT）   | 德留莉斯·冈萨雷斯 · 古巴（CUB） 乌尔什卡·若尔尼尔 · 斯洛文尼亚（SLO） |
| 70公斤级     | 上野雅惠 · 日本（JPN）      | 埃迪特·博斯 · 荷兰（NED）       | 秦东亚 · 中国（CHN） 安妮特·伯姆 · 德国（GER）                        |
| 78公斤级     | 阿武教子 · 日本（JPN）      | 刘霞 · 中国（CHN）              | 尤丽塞尔·拉沃尔德 · 古巴（CUB） 露西娅·莫里科 · 意大利（ITA）         |
| 78公斤以上级 | 塚田真希 · 日本（JPN）      | 代玛·贝尔特兰 · 古巴（CUB）     | Tea Donguzashvili · 俄罗斯（RUS） 孙福明 · 中国（CHN）                |